# Les Islettes
Les Islettes ist eine französische Gemeinde mit 696 Einwohnern (Stand: 1. Januar 2022) im Département Meuse in der Region Grand Est. Sie gehört zum Arrondissement Verdun, zum Kanton Clermont-en-Argonne und zum Kommunalverband Argonne-Meuse.

## Geographie
Les Islettes liegt im Südosten der Argonnen, etwa 35 Kilometer westsüdwestlich von Verdun. Umgeben wird Les Islettes von den Nachbargemeinden Clermont-en-Argonne im Norden, Osten und Süden, Futeau im Süden, Sainte-Menehould im Westen sowie Le Neufour im Nordwesten.

## Bevölkerungsentwicklung
| Jahr                       | 1962 | 1968 | 1975 | 1982 | 1990 | 1999 | 2006 | 2011 | 2019 |
| Einwohner                  | 1074 | 1023 | 927  | 788  | 815  | 813  | 825  | 846  | 715  |
| Quellen: Cassini und INSEE |      |      |      |      |      |      |      |      |      |

## Sehenswürdigkeiten
- Kirche Nativité-de-la-Bienheureuse-Vierge-Marie, 1827 wieder errichtet
- Kirche Saint-Laurent in Les Senades
- Kapelle Notre-Dame-de-la-Vallée, 1951 wieder errichtet
- Französischer Nationalfriedhof

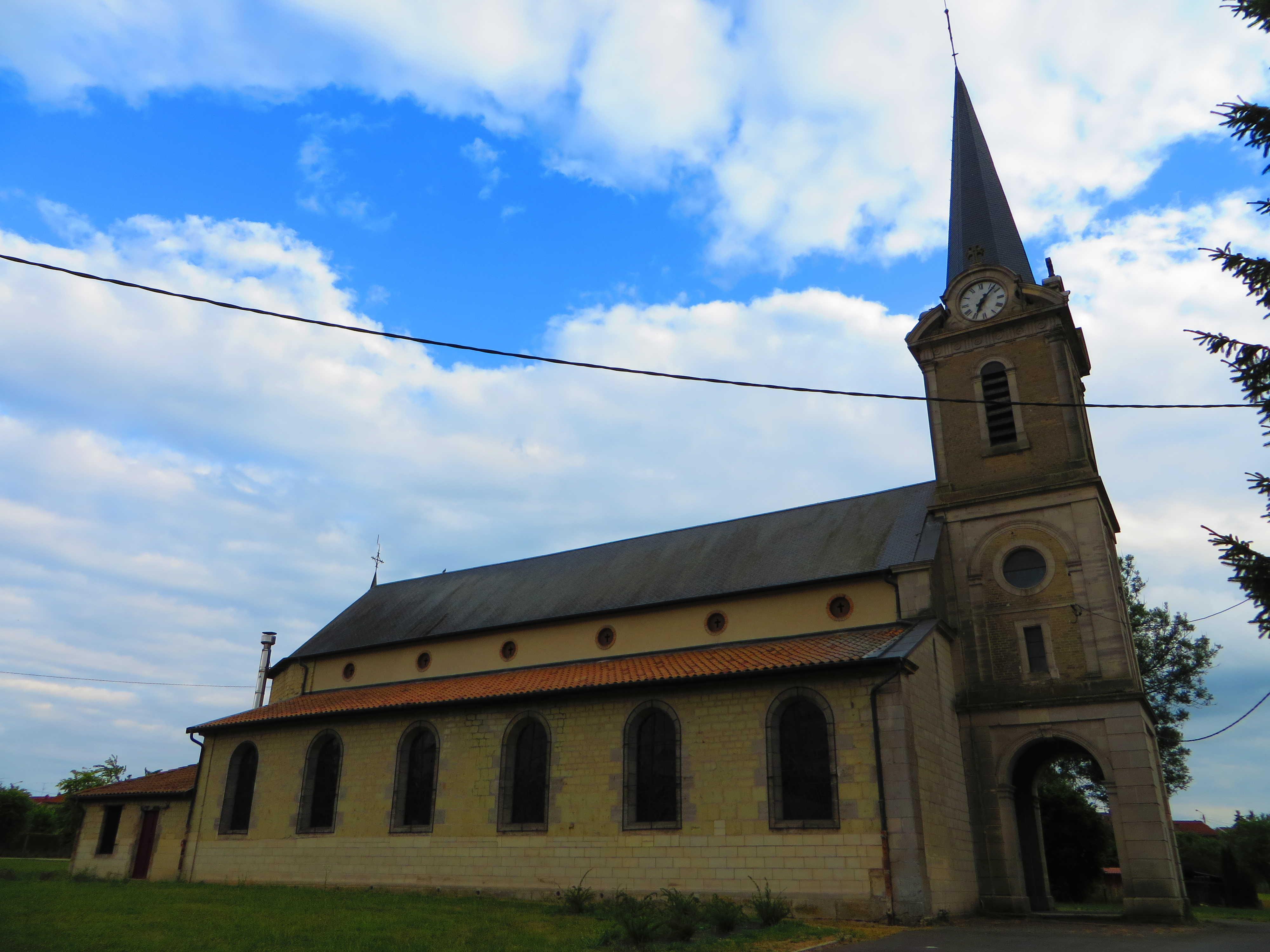
Kirche Nativité-de-la-Bienheureuse-Vierge-Marie
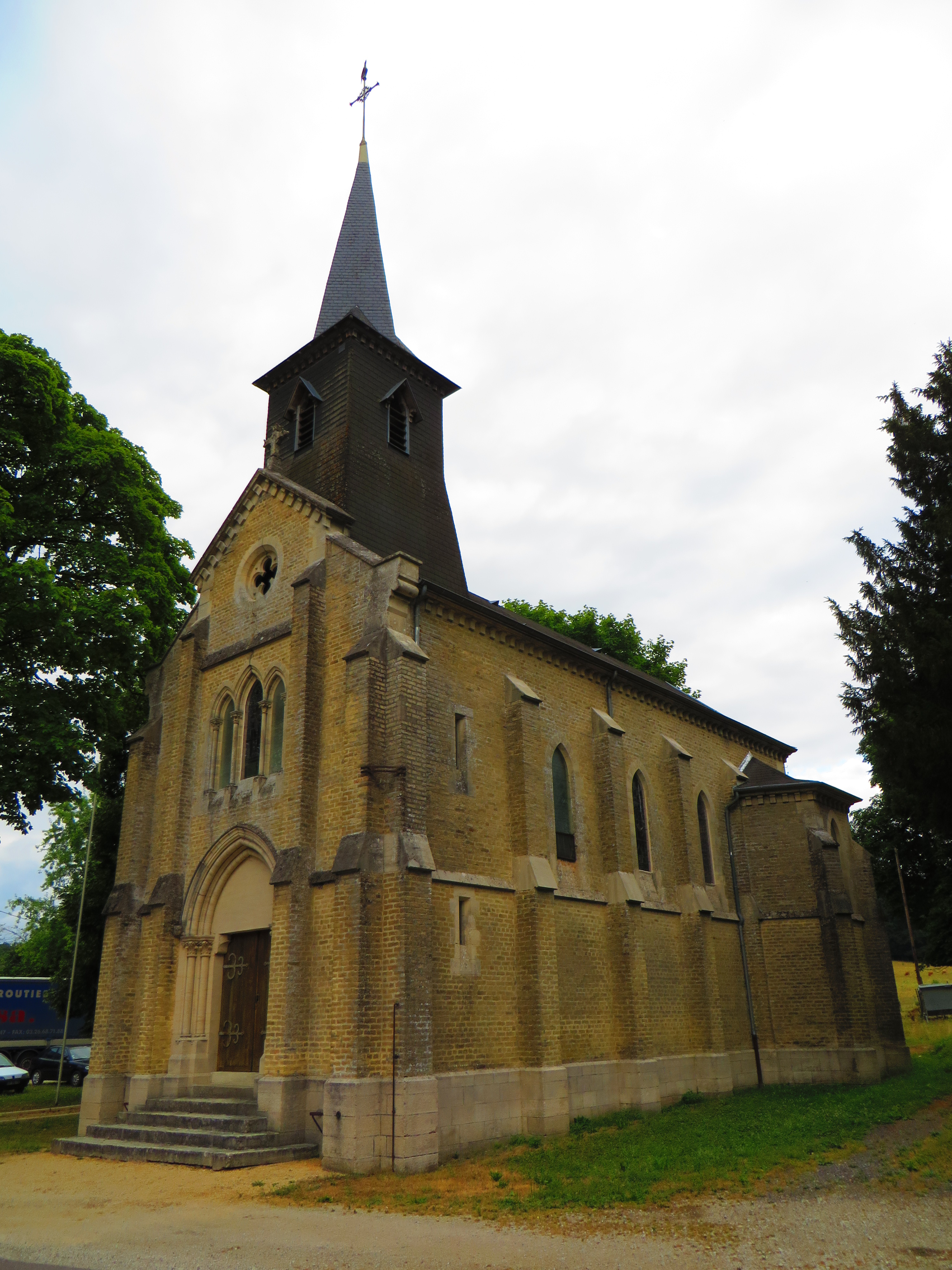
Kirche Saint-Laurent
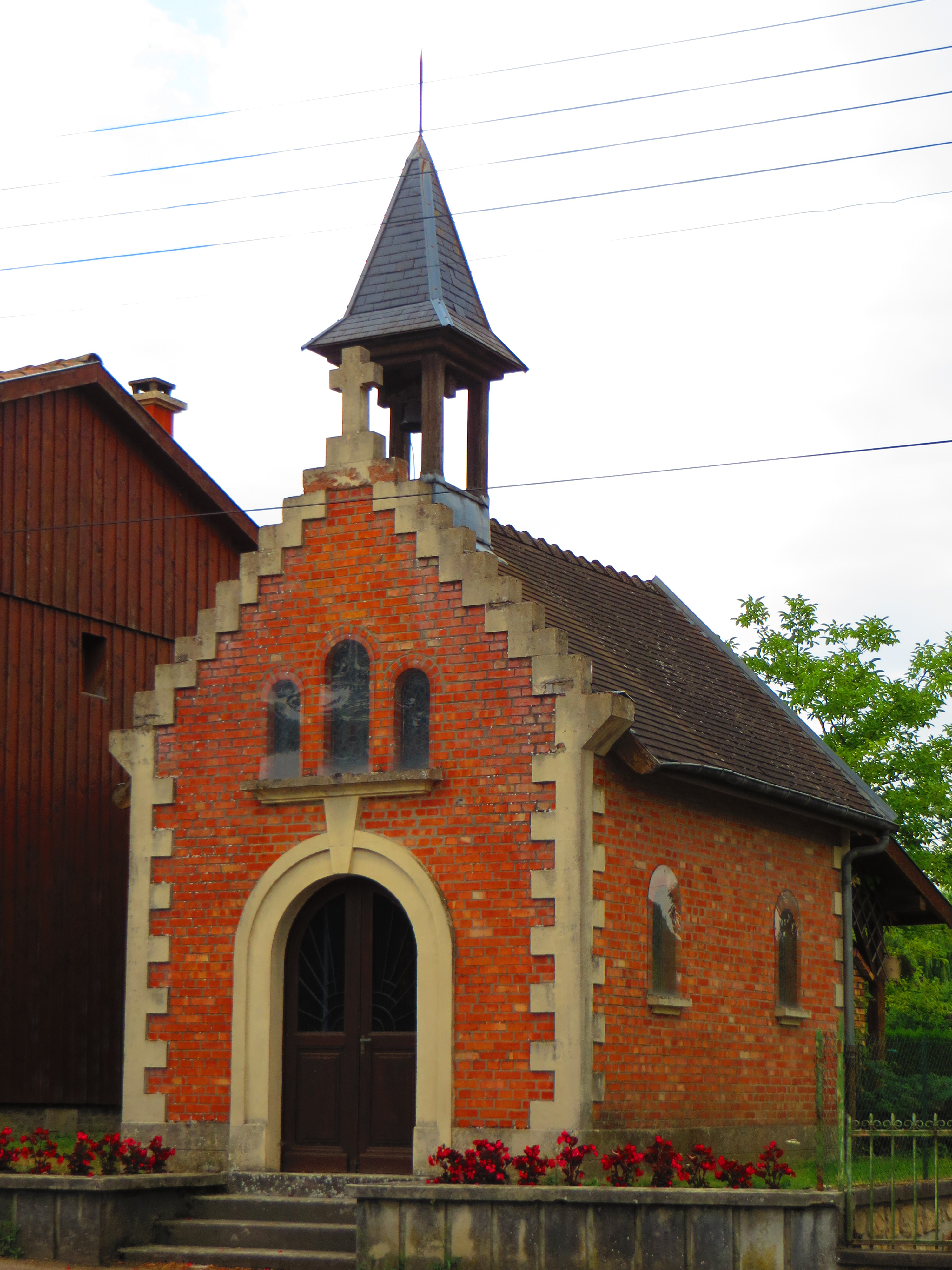
Kapelle Notre-Dame-de-la-Vallée
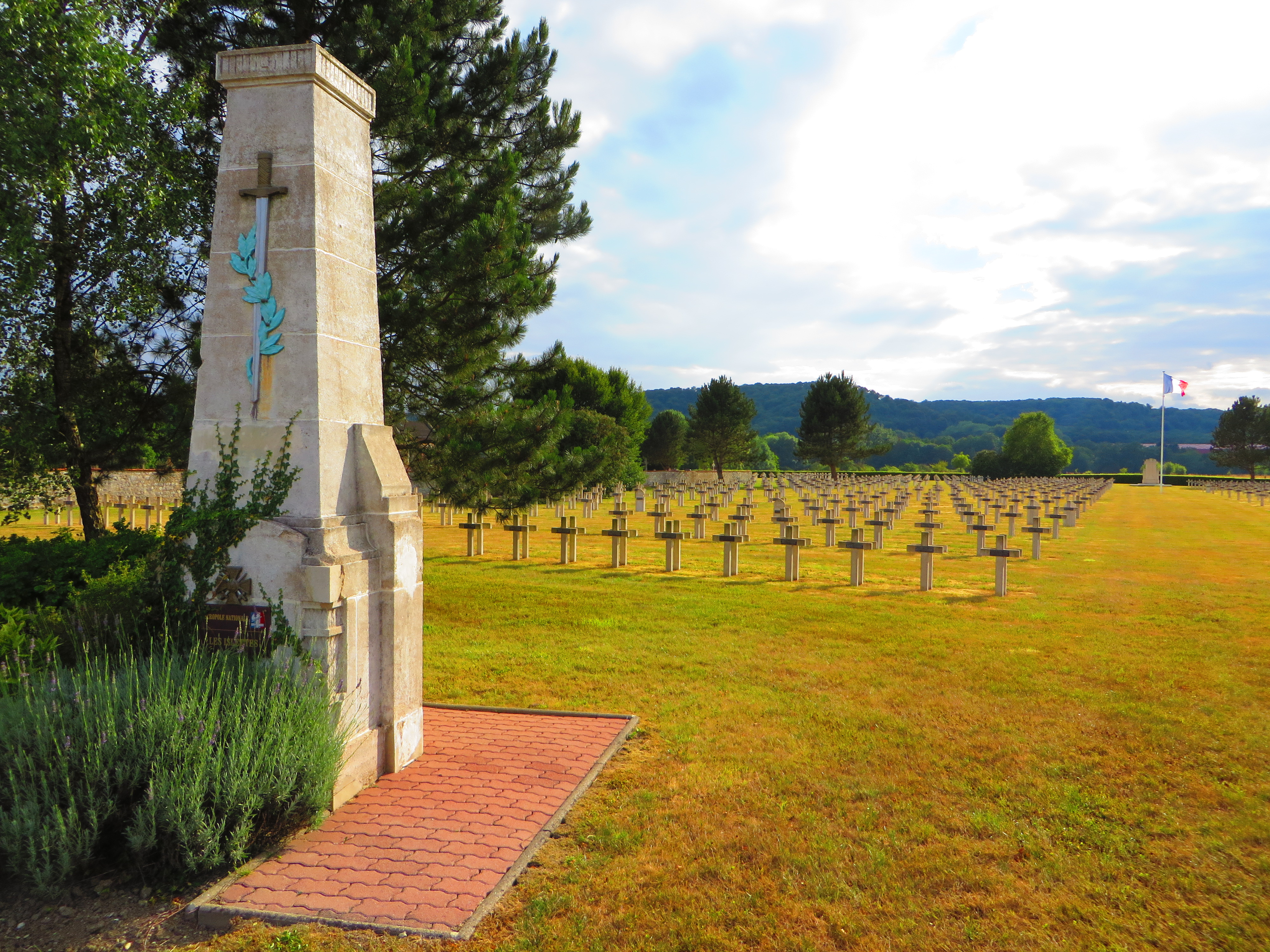
Französischer Nationalfriedhof